# Tau Cross
Tau Cross is een Amerikaans-Canadees-Engelse heavy-metalband. De band werd in 2013 opgericht door leden van de Engelse punkgroep Amebix.

## Bandleden
- Rob Miller - Basgitaar, zang
- Michel Langevin - Drums
- Andy Lefton - Gitaar
- Jon Misery - Gitaar
- Tom Radio - Basgitaar

## Discografie
- 2015 - Tau Cross (Tau Cross album)
- 2017 - Pillar of Fire